# Коробов Іван Григорович
Іван Григорович Коробов (3 (15) січня 1882 , Малоархангельський повітd, Орловська губернія  — 28 січня 1952 , Макіївка, Сталінська область ) —  український радянський діяч, металург. Депутат Верховної Ради УРСР 1-го скликання (1938–1947), Верховної Ради СРСР 2-го та 3-го скликань (1946–1952). Батько Іллі Коробова. 

## Біографія
Народився 3 (15) січня 1882 року в селі Перша Підгородня Слобода Малоархангельського повіту, тепер село Підгороднє, Орловська область, Росія.
З 1897 року працював на Макіївському металургійному заводі понад 50 років, із них понад 30 років обер-майстер доменного цеху. 
У 1930-ті роки, удосконалюючі разом з інженерами процес виплавки чавуну, добився найкращого для того часу в СРСР коефіцієнта використання корисного об'єму доменної печі. 
Депутат Верховної Ради УРСР 1-го скликання по Макіївська-Південній виборчій окрузі № 286 Сталінської області, Верховної Ради СРСР 2-го та 3-го скликань. 
Член ВКП(б) з 1940 року. 
З жовтня 1941 по березень 1944 року — в евакуації в Нижньому Тагілі, головний консультант доменного виробництва Головного управління металургійної промисловості.
28 січня 1952 року помер у Макіївці, тепер Донецька область, Україна. 

## Нагороди
- три ордени Леніна.
- орден Трудового Червоного Прапора.